# Speculation (jeu de cartes)

Speculation est un jeu de cartes qui était très à la mode à la fin du XVIIIe et au début du  XIXe siècle en Angleterre. Jeu d'argent peu compliqué, il  se pratiquait dans les salons et dans le cadre familial.

## Règles
Le jeu se joue avec un jeu complet de 52 cartes, l'as étant la plus haute dans chaque couleur, et le deux la plus basse.
Le nombre de joueurs est variable pouvant aller de trois à douze. Le jeu se joue, selon la tradition anglaise, dans le sens des aiguilles d'une montre. Celui qui distribue les cartes mise six jetons, les autres joueurs quatre, l'ensemble des jetons constituant « la poule ». Il distribue trois cartes à chacun, faces cachées, puis pose la carte suivante face visible devant lui. C'est elle qui détermine l'atout. Si c'est un as, il remporte la poule. Sinon, il peut la garder face visible, ou la vendre aux enchères à un autre joueur qui l'exposera de même devant lui. Les cartes distribuées aux joueurs restent en autant de talons faces cachées devant eux.
Le joueur suivant est celui placé à la gauche du donneur s'il a conservé la carte dévoilée, par force ou par choix, mais s'il a vendu la carte, c'est au tour du joueur placé à la gauche de l'acheteur de jouer. Il tourne alors la carte du dessus de son talon et procède de la même manière que le donneur.
Le but du jeu est de posséder la carte la plus haute en atout sachant que toutes les cartes n'ont pas été distribuées.
Le jeu continue ainsi, à l'exception près que celui qui possède la plus haute carte de la couleur d'atout saute son tour. Il s'arrête lorsque l'as d'atout est retourné – celui qui le possède a gagné – ou, à défaut, lorsque toutes les cartes des talons sont retournées.
Le joueur qui détient alors la plus haute carte dans la couleur de l'atout est le gagnant. Il remporte la poule.

## En littérature
Ce jeu joue un rôle important dans la deuxième partie de Mansfield Park de Jane Austen, où il éclaire le caractère de certains protagonistes, et fonctionne comme une métaphore du jeu auquel se livre Mary Crawford, avec Edmund Bertram comme enjeu. 
Charles Dickens l'évoque aussi dans The Life and Adventures of Nicholas Nickleby.